# 太湖固废偷排事件
太湖固废偷排事件是指2016年7月1日垃圾被倾倒至太湖西山岛江苏省太湖强制隔离戒毒所內宕口的環境污染事件。这些垃圾数量约2万吨，大多是建筑垃圾，少部分是生活垃圾。此次事件亦暴露上海乃至全中國垃圾處理能力的不足。

## 事件背景
西山岛是中国内湖第一大岛，面积79.8平方公里，是中华人民共和国境内最大的内湖岛。
岛上有省直属劳教所江苏省太湖劳动教养管理所，前身是1958年9月在常熟虞山成立的江苏省第十五劳改支队，隶属苏州专署公安处，后于同年迁至西山岛。1980年10月更名为江苏省太湖劳教所，此阶段常年收容男性劳教人员1500人左右，此时劳教所拥有下属企业“江苏省太湖采石公司”，主要业务是石料开采，用于生产水泥。2003年3月江苏省政府决定将其保留到2008年，届时将该所改建为专门的戒毒劳教所。截至事件发生时，劳教所占地面积为4130余亩，采石项目随劳教所改制取消。
事发的石灰岩矿坑于1968年开始开采，2006年左右废弃前，宕口已经有几个足球场大、60m深、内部积水，但是和太湖并不互通。

## 事件經過
2015年11月，孙秋林开办的昆山市强顺土方工程有限公司与江苏省太湖强制隔离戒毒所签订《供土协议书》，约定该公司为戒毒所供应绿化土。之后孙秋林向王菊明和陆小弟二人声称自己承包了（事实上没有）戒毒所内宕口的填埋工程，并以缴纳保证金为由向二者开办的昆山市锦鹿建筑工程有限公司索要了25万元人民币。
2016年3月上旬，王菊明和陆小弟要求孙秋林从戒毒所处拿到“接收土方证明”，王、陆二人私下伪造了“接收土方证明”。戒毒所副所长韩建林在“土方量”留空的伪造证明上盖公章。事后，孙秋林、陆小弟二人在留空的“土方量一栏”填写了“叁百万立方”。
2016年5月底到6月间，王菊明、陆小弟接收来自上海的生活垃圾和建筑垃圾混杂物共计23336.3吨。其中的一部分通过他人联系，运抵戒毒所，陆小弟等人将垃圾直接倾倒在戒毒所的宕口堤岸，事后经江苏警方调查，在7月1日被公安机关制止前，已有30余船垃圾被倾倒在此处。同年6月中旬有村民闻到了垃圾发出的异味，7月1日下午，有村民举报称又有8艘载有生活和建筑垃圾的垃圾船要停靠在宕口码头，金庭镇遂组织公安、海事、环保、城管等部门赶赴现场处置。

## 刑事追责
2017年2月，姑苏区人民法院对实行垃圾倾倒行为的三人宣判。
被告人王菊明、陆小弟的污染环境罪指控成立，被分别处以5年6个月徒刑和5年徒刑、二人分别被处以30万元和25万元人民币罚金。
孙秋林的诈骗罪指控成立，处4年6个月徒刑、科罚5万元人民币。
2017年12月，吴中区人民法院对戒毒所为三人倾倒提供协助的公职人员宣判。
前述戒毒所原副所长的滥用职权罪指控成立，处3年六个月有期徒刑。
前述基建科原科长张斌的滥用职权罪、受贿罪指控成立，处3年9个月徒刑、科罚10万元人民币。
张斌和倾倒垃圾的三人在宣判后都各自向苏州市中级人民法院提起上诉，上诉全部被驳回。苏州市中级人民法院针对当事人的终审判决(王菊明、陆小弟污染环境罪孙秋林诈骗罪二审刑事裁定书（2017）苏05刑终933号)被最高人民法院评选为“2017年全国法院百篇优秀裁判文书”。

## 外部連結
- 中华人民共和国环境污染与治理